# Arquebisbat de Guatemala

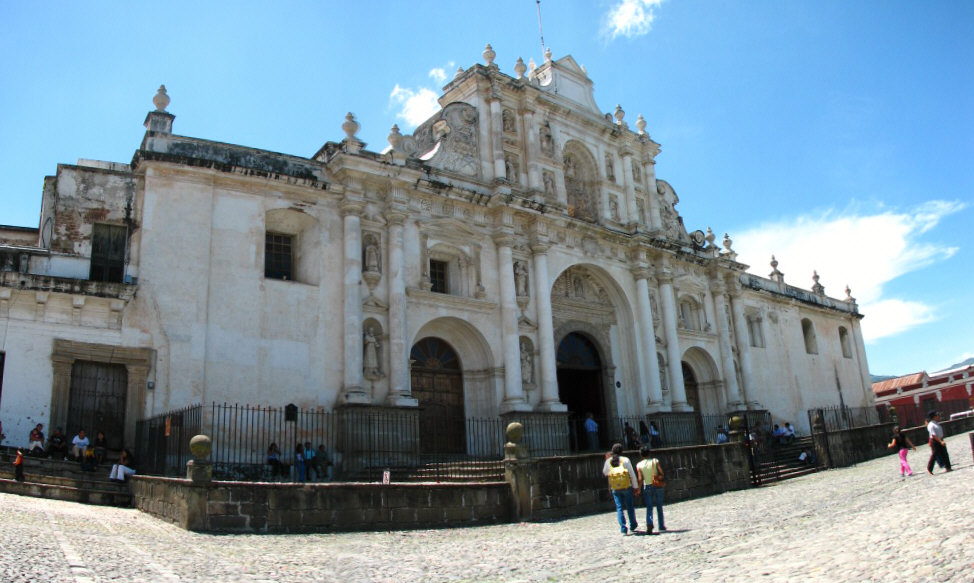
L'ex catedral de Sant Josep, Antigua Guatemala

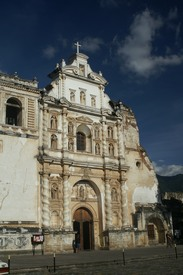
L'església de Sant Francesc, Antigua Guatemala

L'arquebisbat de Guatemala (alemany: Arquidiócesis de Guatemala, llatí: Archidioecesis Sancti Iacobi in Guatemala) és una seu metropolitana de l'Església Catòlica a Guatemala,. Al 2010 tenia 3.846.000 batejats sobre una població de 4.807.000 habitants. Actualment està regida per l'arquebisbe cardenal Óscar Julio Vian Morales, S.D.B.

## Territori
La diòcesi comprèn dos departaments guatemaltencs: Guatemala i Sacatepéquez.
La seu episcopal és la ciutat de Guatemala, on es troba la catedral de Sant Jaume de Guatemala
El territori s'estén sobre 2.591 km², i està dividit en 142 parròquies.

### Catedral i basíliques
- Catedral metropolitana de Sant Jaume de Guatemala
- Catedral de Sant Josep (Antigua Guatemala)
- Basílica Pontifícia de la Mare de Déu del Roser (antiga església de Sant Domènec), Ciutat de Guatemala

## Història
La diòcesi de Sant Jaume de Guatemala va ser erigida el 18 de desembre de 1534, prenent el territori de la diòcesi de Santo Domingo (avui arxidiòcesi). Originàriament era sufragània de l'arquebisbat de Sevilla.
El 12 de febrer de 1546 entrà a formar part de la província eclesiàstica de l'arquebisbat de Ciutat de Mèxic.
El 23 de juny de 1603 s'amplià en incloure el territori de la diòcesi de Verapaz, que va ser suprimida.
El 16 de desembre de 1743 va ser elevada al rang d'arxidiòcesi metropolitana mitjançant la butlla Ad supremum catholicae del Papa Benet XIV.
Posteriorment cedí noves porcions del seu territori a benefici de l'erecció de noves diòcesis:
- el 28 de setembre de 1842 a benefici de la diòcesi de San Salvador (avui arxidiòcesi);
- el 27 de juliol de 1921 a benefici de la diòcesi de Quetzaltenango Los Altos (avui arquebisbat de Los Altos Quetzaltenango-Totonicapán) i del vicariat apostòlic de Verapaz-Petén (avui bisbat de Verapaz);
- el 10 de març de 1951 a benefici de la diòcesi de bisbat de Jalapa, de Sololá (avui bisbat de Sololá-Chimaltenango) i de Zacapa;
- el 9 de maig de 1969 a benefici de la prelatura territorial de Escuintla (avui diòcesi):
- el 27 d'abril de 1996 a benefici del bisbat de Santa Rosa de Lima.

Del 16 de setembre de 1956 al 24 de juny de 1986 quedà unida aeque principaliter a la prelatura territorial de Santo Cristo de Esquipulas.
Després del 1743 l'arxidiòcesi abreujà el seu nom pel d'arquebisbat de Guatemala, fins al 25 d'abril de 2013, quan va obtenir de la Congregació per als Bisbes, mitjançant el decret d'utilitzar el nom antic de "Sant Jaume a Guatemala", que es troba tant a la butlla d'erecció de la diòcesi com a la butlla d'elevació a seu metropolitana.

## Cronologia episcopal
- Francisco Marroquín Hurtado † (1523 - 19 d'abril de 1563 mort)
- Bernardino de Villalpando, C.R.S.A. † (28 d'abril de 1564 - agost de 1569 mort)
- Pedro Gómez (Fernández) de Córdoba, O.S.H. † (18 de juny de 1574 - de juliol de 1598 mort)
- Juan Ramírez de Arellano, O.P. † (12 de maig de 1600 - 24 de març de 1609 mort)
- Juan de las Cabezas Altamirano † (19 de juliol de 1610 - 16 de setembre de 1615 nomenat bisbe d'Arequipa)
- Juan de Zapata y Sandoval, O.S.A. † (13 de setembre de 1621 - 9 de gener de 1630 mort)
- Agustín de Ugarte y Sarabia † (2 de desembre de 1630 - 19 de novembre de 1640 nomenat bisbe d'Arequipa)
- Bartolomé González Soltero † (1 de juliol de 1641 - 25 de febrer de 1650 mort)
- Juan Garcilaso de la Vega † (28 d'octubre de 1651 - 5 de maig de 1654 mort)
- Payo Enríquez de Rivera Manrique, O.S.A. † (9 de juliol de 1657 - 16 de gener de 1668 nomenat bisbe de Michoacán)
- Juan de Sancto Mathía Sáenz de Mañozca y Murillo † (27 de febrer de 1668 - 13 de febrer de 1675 mort)
- Juan de Ortega Cano Montañez y Patiño † (9 de setembre de 1675 - 8 de juny de 1682 nomenat bisbe de Michoacán)
- Andrés de las Navas y Quevedo, O. de M. † (15 de juny de 1682 - 2 de novembre de 1702 mort)
- Mauro de Larreátegui y Colón, O.S.B. † (17 de setembre de 1703 - 30 de novembre de 1711 mort)
- Juan Bautista Álvarez de Toledo, O.F.M. † (9 de desembre de 1713 - 2 de juliol de 1723 nomenat bisbe de Guadalajara)
- Nicolás Carlos Gómez de Cervantes y Velázquez de la Cadena † (1723 - 20 de febrer de 1726 nomenat bisbe de Guadalajara)
- Juan Leandro Gómez de Parada Valdez y Mendoza † (14 de desembre de 1728 - 2 de desembre de 1735 nomenat bisbe de Guadalajara)
- Pedro Pardo de Figueroa † (2 de desembre de 1735 - 2 de febrer de 1751 mort)
- Francisco José de Figueredo y Victoria † (24 de gener de 1752 - 24 de juny de 1765 mort)
- Pedro Cortez y Larraz † (2 de juny de 1766 - 13 de desembre de 1779 nomenat arquebisbe, a títol personal, de Tortosa)
- Cayetano Francos y Monroy † (1 de juny de 1778 - 17 de juliol de 1792 mort)
- Juan Félix de Villegas † (23 de setembre de 1793 - 3 de febrer de 1800 mort)
- Luis Ignatius Peñalver y Cárdenas † (20 de juliol de 1801 - 9 de maig de 1805 renuncià)
- Rafael de La Vara † (21 de març de 1806 - 31 de desembre de 1809 mort)
- Francisco Ramón Valentín de Casaus y Torres, O.P. † (15 de març de 1815 - 10 de novembre de 1845 mort)
- Francisco de Paul García Peláez † (10 de novembre de 1845 - de gener de 1867 mort)
- José Bernardo Piñol y Aycinena † (20 de setembre de 1867 - 24 d'abril de 1881 mort)
- Ricardo Casanova y Estrada † (25 de gener de 1886 - 14 d'abril de 1913 mort)
- Julio Ramón Riveiro y Jacinto, O.P. † (8 d'abril de 1914 - 1921 renuncià)
- Luis J. Muñoz y Capurón, S.J. † (30 de juliol de 1921 - 24 de gener de 1927 mort)
- Luis Durou y Sure, C.M. † (30 de juny de 1928 - 17 de desembre de 1938 mort)
- Mariano Rossell y Arellano † (8 de gener de 1939 - 10 de desembre de 1964 mort)
- Mario Casariego y Acevedo, C.R.S. † (12 de desembre de 1964 - 15 de juny de 1983 mort)
- Próspero Penados del Barrio † (1 de desembre de 1983 - 19 de juny de 2001 jubliat)
- Rodolfo Quezada Toruño † (19 de juny de 2001 - 2 d'octubre de 2010 jubliat)
- Óscar Julio Vian Morales, S.D.B., dal 2 d'octubre de 2010

## Estadístiques
A finals del 2010, la diòcesi tenia 3.846.000 batejats sobre una població de 4.807.000 persones, equivalent al 80,0% del total.
| any  | població  | població  | població | sacerdots | sacerdots       | sacerdots       | sacerdots             | diaques | religiosos | religiosos | parròquies |
| ---- | --------- | --------- | -------- | --------- | --------------- | --------------- | --------------------- | ------- | ---------- | ---------- | ---------- |
| any  | batejats  | total     | %        | total     | clergat secular | clergat regular | batejats por sacerdot | diaques | homes      | dones      |            |
| 1948 | 1.922.000 | 1.980.000 | 97,1     | 87        | 47              | 40              | 22.091                |         | 39         | 73         | 65         |
| 1966 | 1.239.300 | 1.483.229 | 83,6     | 206       | 76              | 130             | 6.016                 |         | 200        | 390        | 64         |
| 1970 | 1.326.892 | 1.429.761 | 92,8     | 220       | 10              | 210             | 6.031                 |         | 235        | 406        | 98         |
| 1976 | 1.395.330 | 1.403.753 | 99,4     | 351       | 87              | 264             | 3.975                 |         | 494        | 548        | 100        |
| 1980 | 1.516.000 | 1.525.000 | 99,4     | 360       | 88              | 272             | 4.211                 |         | 505        | 548        | 103        |
| 1990 | 1.837.000 | 2.500.000 | 73,5     | 361       | 77              | 284             | 5.088                 | 2       | 586        | 622        | 115        |
| 1999 | 3.000.000 | 3.500.000 | 85,7     | 528       | 118             | 410             | 5.681                 |         | 610        | 720        | 150        |
| 2000 | 3.000.000 | 3.600.000 | 83,3     | 546       | 104             | 442             | 5.494                 | 1       | 658        | 860        | 160        |
| 2001 | 2.045.456 | 2.922.080 | 70,0     | 421       | 96              | 325             | 4.858                 | 3       | 579        | 1.128      | 125        |
| 2002 | 2.045.456 | 2.922.080 | 70,0     | 476       | 102             | 374             | 4.297                 | 2       | 766        | 1.700      | 134        |
| 2003 | 2.249.056 | 3.214.280 | 70,0     | 515       | 116             | 399             | 4.367                 | 3       | 729        | 1.687      | 135        |
| 2004 | 2.772.317 | 3.696.422 | 75,0     | 642       | 147             | 495             | 4.318                 | 3       | 815        | 1.687      | 136        |
| 2006 | 3.486.000 | 4.357.000 | 80,0     | 469       | 186             | 283             | 7.432                 | 3       | 510        | 719        | 138        |
| 2010 | 3.846.000 | 4.807.000 | 80,0     | 531       | 211             | 320             | 7.242                 | 3       | 646        | 869        | 142        |